# Dublin Port Tunnel

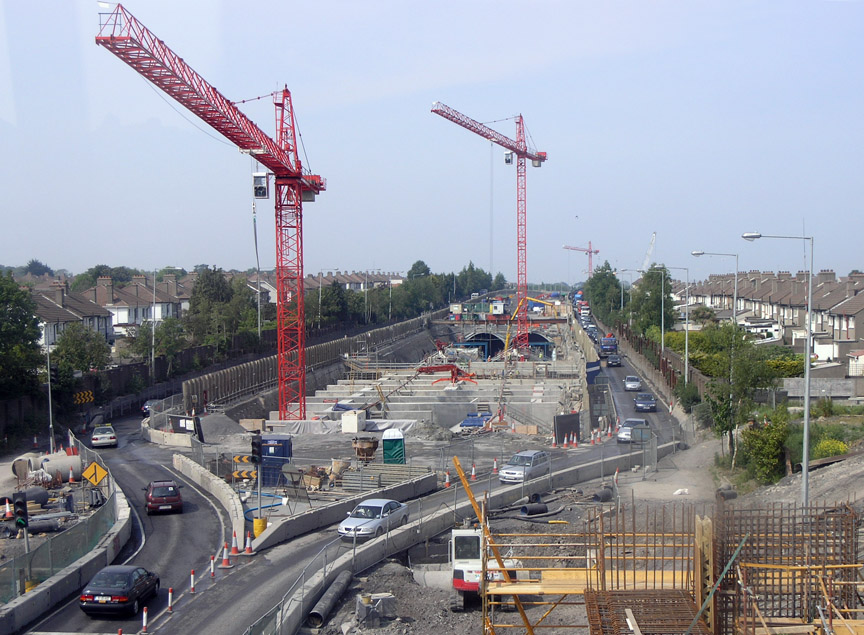
Dublin Port Tunnel tijdens de bouw in 2004.

De Dublin Port Tunnel (Iers: Tollán Calafoirt Bhaile Átha Cliath) is een tunnel voor het wegverkeer in Dublin, Ierland. De tunnel verbindt de ringweg M50 met het havengebied van Dublin.
De tunnel bestaat uit twee buizen met elk twee rijstroken, zodat een vierstrooksweg wordt gevormd. De tunnel loopt vanaf het havengebied in het stadscentrum tot aan de aansluiting met de M50 aan de noordkant van de stad, vlak bij de internationale luchthaven van Dublin.
De tunnel zelf is 4,5 km lang en inclusief de in- en uitgang is de totale lengte van het traject 5,6 km. De uiteindelijke kosten van de bouw bedroegen ongeveer € 752 miljoen.
Op 20 december 2006 opende de toenmalige Taoiseach (premier) Bertie Ahern de tunnel. In eerste instantie was de tunnel alleen toegankelijk voor zware vrachtwagens Op 28 januari 2007 werd de tunnel opengesteld voor alle verkeer.

## Doel
Het voornaamste doel van deze tunnel was om het zware vrachtverkeer van en naar de havens van Dublin uit de binnenstad te weren omdat die een belangrijke oorzaak waren van verkeersopstoppingen, overlast en luchtvervuiling. Aan het begin van de 21e eeuw moesten duizenden vrachtwagens van en naar de havens zich een weg banen dwars door het stadscentrum, terwijl de wegen dit verkeer niet konden verwerken. De tunnels ontlasten de wegen in het centrum van dit vrachtverkeer: vrachtwagens zijn verplicht om de tunnel te gebruiken. Door het zware vrachtverkeer uit het straatbeeld te weren n zijn de bovengrondse wegen veiliger geworden voor wandelaars en fietsers op de kades van de stad en de luchtkwaliteit is verbeterd door deze maatregelen.
Om personenauto's te ontmoedigen om de tunnel tijdens de ochtend- en avondspits te gebruiken moeten overige voertuigen (=niet vrachtverkeer) een hoge tol betalen tijdens spits. Tijdens de ochtendspits geldt dit voor het verkeer naar de haven cq. het stadscentrum en 's avonds voor het verkeer de stad uit. Buslijn 142 maakt ook gebruik van de tunnel. Deze buslijn verbindt de noordelijke buitenwijken met het havengebied en vervolgens de binnenstad van Dublin.
Ook de nationale bussen vanuit Belfast, Derry en Letterkenny gebruiken incidenteel de tunnel om files op de bovengrondse route te omzeilen.

## Port tunnel project
De eerste voorstellen om een tunnel naar de haven te ontwikkelen ontstonden in de jaren negentig van de vorige eeuw. Enkele studies naar de gevolgen voor het verkeer en onderzoeken naar de bouwtechnische problemen volgden. Het tunnelproject maakte uiteindelijk onderdeel uit van het Dublin Stad Ontwikkelingsprogramma 1999-2005. Het project werd na een openbare inspraakronde goedgekeurd in 1999.
De tunnel maakte deel uit van het Nationale Ontwikkelings Programma en de financiering kwam vanuit het Departement van Transport ten behoeve van de National Roads Authority. Het beheer van het contract was de verantwoordelijkheid van het stadsbestuur van Dublin en uitgevoerd door de firma Brown & Root, onderdeel van Halliburton.
De hoofdaannemer van het project was een Japans-Brits-Iers consortium onder de naam Nishimatsu Mowlem Irishenco1 (NMI).
De aanbestedingsprijs voor de aanleg van de tunnel was €457 miljoen. De uiteindelijke kosten bedroegen echter €752 miljoen voor de aanschaf van land, ontwerp, verzekeringen, juridische en andere diensten alsmede het toezicht door Brown & Root.
De aanleg van de tunnel begon in juni 2001 en de oorspronkelijke opening zou 43 maanden later zijn in 2005. Uiteindelijk opende de tunnel eind 2006 na 66 maanden van bouw. Een van de redenen voor de verlengde aanlegperiode was het honoreren van de klachten van omwonenden met betrekking tot geluidsoverlast. Op bepaalde trajecten zoals in de omgeving van Griffith Avenue en de Cloisters werd de boortijd beperkt tot 16 uur per dag en onder Annadale Crescent was dit zelfs 13 uur.